# Sharon Bridgforth
Sharon Bridgforth (Chicago, 15 de maio de 1958) é uma escritora americana que trabalha com teatro.

## Primeiros anos
Bridgforth nasceu no Cook County Hospital em Chicago, Illinois, e mudou-se para Los Angeles meridional quando tinha 3 anos de idade. Ela descobriu a diversidade da cidade durante seus longos trajetos de ônibus para a escola.

## Carreira
De 1993 a 1998, Bridgforth trabalhou como fundadora, escritora e diretora artística da companhia de teatro Root Wy'mn. A lista de turnês de root wy'mn incluía: Michigan Womyn's Music Festival, The Theatre Offensive em Boston, La Peña Cultural Center em Berkeley, Califórnia, e Walker Art Center em Minneapolis.
De 2002 a 2009, ela atuou como artista âncora do Austin Project, produzido por Omi Osun Joni L. Jones e pelo John L. Warfield Center para estudos africanos e estudos negros americanos na Universidade do Texas em Austin. Seu trabalho, "Finding Voice Facilitation Method" foi publicado em Experiments in a Jazz Aesthetic Art, Activism, Academia e Austin Project com coautoria de Osun Joni L. Jones, Lisa L. Moore e ela mesma.
Em 2008, Bridgforth recebeu o prêmio National Performance Network Creation Fund, para delta dandi, co-encomendado por Women & Their Work, em parceria com a National Performance Network. A Freedom Train Productions de Nova York apresentou uma leitura da obra em 2008. Uma oficina de produção da obra foi produzida em 2009 no Long Center em Austin, no Texas.
Na Universidade do Noroeste, como artista residente da Fundação Andrew W. Mellon no departamento de estudos da performance, Bridgforth apresentou uma produção de workshop de delta dandi durante a série de performances Solo/Black/Woman de 2009. Desde 2009, Bridgforth é dramaturgo residente na New Dramatists, Nova Iorque. Seu trabalho Blood Pudding, foi apresentado no festival New York Summerstage de 2010.
Ela foi membro visitante do corpo docente multicultural de 2010-2012 na Escola de Teatro da Universidade DePaul e é curadora do Theatrical Jazz Institute em Links Hall, produzido pela escola, Links Hall e ela mesma.
Em 2022, Bridgforth foi destaque no livro 50 Key Figures in Queer US Theatre, com perfil escrito pelo estudioso de teatro T. Chester.

### the bull-jean stories
Publicadas pela RedBone Press, the bull-jean stories fornecem documentação cultural e comentários sociais sobre a história e a sobrevivência dos afro-americanos. Situado no sul rural das décadas de 1920 a 1940, the bull-jean stories usam narrativas tradicionais e versos não tradicionais para narrar o curso do amor que retorna na vida de uma mulher que ama uma mulher chamada bull-dog-jean.

### Love Conjure/Blues
Ao mesmo tempo uma performance e um romance, Love Conjure/Blues coloca a forma de ficção dentro de uma voz negra tradicional americana, convidando à interpretação dramática e ao movimento dentro de um texto altamente literário: é repleto de contos populares, poesia, haints, profecias, canções e história oral. Love Conjure/Blues também foi publicado pela RedBone Press.

### dat Black Mermaid Man Lady
A dat Black Mermaid Man Lady Existe como show, oráculo, performance/romance, performance, livro infantil cantado e mentoria artística para a casa própria. A performance celebra as diferentes personificações de gênero através da jornada de três personagens ao lado das divindades Yoburba Oya, Osun e Yemaya. O show estreou no Pillsbury House + Theatre em Minneapolis, MN, em 30 de maio de 2018, e durou até 17 de junho de 2018. A performance foi escrita por Sharon Bridgforth, dirigida por Ebony Noelle Golden, com dramaturgia de Alexis Pauline Gumbs e composição vocal de Mankwe Ndosi.
Além de uma performance, "dat Black Mermaid Man Lady" é um baralho de oráculos. O baralho consiste em personagens da performance/romance e apresenta obras de arte de Yasmin Hernandez. O baralho oráculo é um baralho de trabalho que Bridgforth usou para uma série de leituras semanais.
Em parceria com a Powderhorn Park Neighborhood Association e o City of Lakes Community Land Trust,  Bridgforth trabalhou com cinco a sete artistas negros emergentes para criar novas obras e muito mais para a aquisição de uma casa própria.

## Prêmios, indicações e honrarias
Em 1997, o roteiro de Bridgforth, no mo blues, foi indicado ao Prêmio Osborn (patrocinado pela American Theatre Critic's Association). The bull-jean stories ganharam o Prêmio Literário Lambda de "Melhor Livro de uma Pequena Imprensa" em 1998. A coleção também recebeu uma indicação ao Prêmio Literário Lambda na categoria de "Melhor Ficção Lésbica" e uma indicação da American Library Association de 1998 para "Melhor Livro Gay/Lésbico". Bridgforth foi indicada ao Prêmio Alpert de 2002–2003 na categoria teatro. Ela recebeu o Penumbra Theatre (St. Paul, MN) Playwriting Fellowship de 2000 e o prêmio YWCA Woman Of The Year in Arts de 2001 em Austin, Texas.
Recebedora do Prêmio Alpert/Hedgebrook Residency de 2008, seu trabalho foi apoiado pelo programa de comissionamento do Fundo Nacional Para as Artes; o National Endowment for the Arts/ Theatre Communications Group, programa de dramaturgo residente; Comissionamento da Rede Nacional de Desempenho e fundo comunitário; o Fundo Paul Robeson para Mídia Independente; e o Prêmio Fundo de Produção Multi-Artes da Fundação Rockefeller. Bridgforth também recebeu o prêmio Creative Capital Performing Arts em 2016.

## Vida pessoal
Ela tem uma filha, Sonja Perryman, de um casamento anterior. Sua parceira é Omi Osun Joni L. Jones, uma lésbica. Jone também tem uma filha, Leigh Gaymon-Jones, de um casamento anterior.

## Obras publicadas

### Publicações em destaque
- "The love conjure/blues Text Installation" script, antologizado em Blacktino Queer Performance (em inglês), Northwestern University Press (2016), ISBN 978-0-8223-7465-7
- "delta dandi", antologizado em solo black woman performance (em inglês), Northwestern University Press (2013), ISBN 978-0-8101-2947-4
- Excerpt from "con flama", antologizado em Windy City Queer: LGBTQ Dispatches from the Third Coast (em inglês), University of Wisconsin Press (2011), ISBN 978-0-299-28404-6
- Exercícios de escrita destacados em Wingbeats: Exercises and Practice in Poetry (em inglês), coautoria de Scott Wiggerman and David Meischen. Dos Gatos Press, ISBN 978-0-9760051-9-3
- Experiments in a Jazz Aesthetic: Art, Activism, Academia, and the Austin Project (em inglês), (coautoria com Lisa L. Moore e Omi Osun Joni L. Jones), University of Texas Press (2010), ISBN 978-0-292-72287-3
- "Litany-Blood In The Soil/Texas", antologizado em A Students' Treasury of Texas Poetry (em inglês), Texas A&M University Consortium Press (2007), ISBN 978-0-87565-353-2
- "a wo'mn called sir", antologizado em First Person Queer: Who We Are (So Far). (em inglês), Arsenal Pulp Press (2007), ISBN 978-1-55152-227-2
- excerpt "dyke/warrior-Prayers", antologizado em Voices Rising: Celebrating 20 Years Of Black Lesbian, Gay, Bisexual And Transgender Writing (em inglês), Other Countries and RedBone Press (2006), ISBN 978-0-9786251-3-9
- "Street/Angels  & Clarity", antologizado em Check The Rhyme: An Anthology Of Female Poets & Emcees (em inglês), Lit Noire Publishing (2006), ISBN 978-0-9719052-3-8
- "interlude #21: the road to Higher Power", antologizado em Spirited: Affirming the Soul and Black Gay Lesbian Identity (em inglês), RedBone Press (2006), ISBN 978-0965665933
- "Doña Julia", antologizado em Red Light Superheroes, Saints, and Sluts (em inglês), Arsenal Pulp Press (2005), ISBN 978-1-55152-184-8
- Love Conjure/Blues, Redbone Press (2004), ISBN 978-0-9656659-6-4 (em inglês)
- excerpt from "con flama", antologizado em New Monologues For Women By Women (em inglês), Heinemann (2004), ISBN 978-0-325-00626-0
- excerpt from "con flama" antologizado em "Is This Forever, Or What?: Poems &  Paintings From Texas", Greenwillow Books (2004), ISBN 0-06-051178-8 (em inglês)
- "bull-jean slipn in" & "bull-jean & trouble", antologizado em Role Call: A Generational Anthology Of Social And Political Black Literature & Art (em inglês), Third World Press (2001), ISBN 978-0-88378-239-2
- "dyke/warrior-Prayers" and "blood pudding" (em inglês), antologizado em in Recreations: Religion And Spirituality In The Lives Of Queer People, Q Press (1999), ISBN 978-1-895564-06-8
- the bull-jean stories (em inglês), Redbone Press (1998), ISBN 978-0-86381-279-8
- Excerpt from sonnata blue , antologizado em Ma-Ka Diasporic Juks (em inglês), Sister Vision Press (1998), ISBN 978-1-896705-14-9
- "that beat" antologizado em Does Your Mama Know?: An Anthology of Black Lesbian Coming Out Stories (em inglês), RedBone Press (1997), ISBN 978-0-9656659-0-2

### Álbuns
- amniotic/flow, com filha e com Sonja Perryman (2003)
- the bull-jean stories

### Peças de teatro
- delta dandi
- The love conjure/blues (supervisão de texto)
- con flama
- blood pudding
- dyke/warrior-Prayers
- no mo blues
- lovve/ritual & rage